# Джапероваць
45°14′ пн. ш. 15°45′ сх. д. / 45.23° пн. ш. 15.75° сх. д.
Джапероваць (хорв. Džaperovac) — населений пункт у Хорватії, у Карловацькій жупанії у складі громади Войнич.

## Населення
Населення за даними перепису 2011 року становило 12 осіб.
Динаміка чисельності населення поселення: